# Кифисьяс

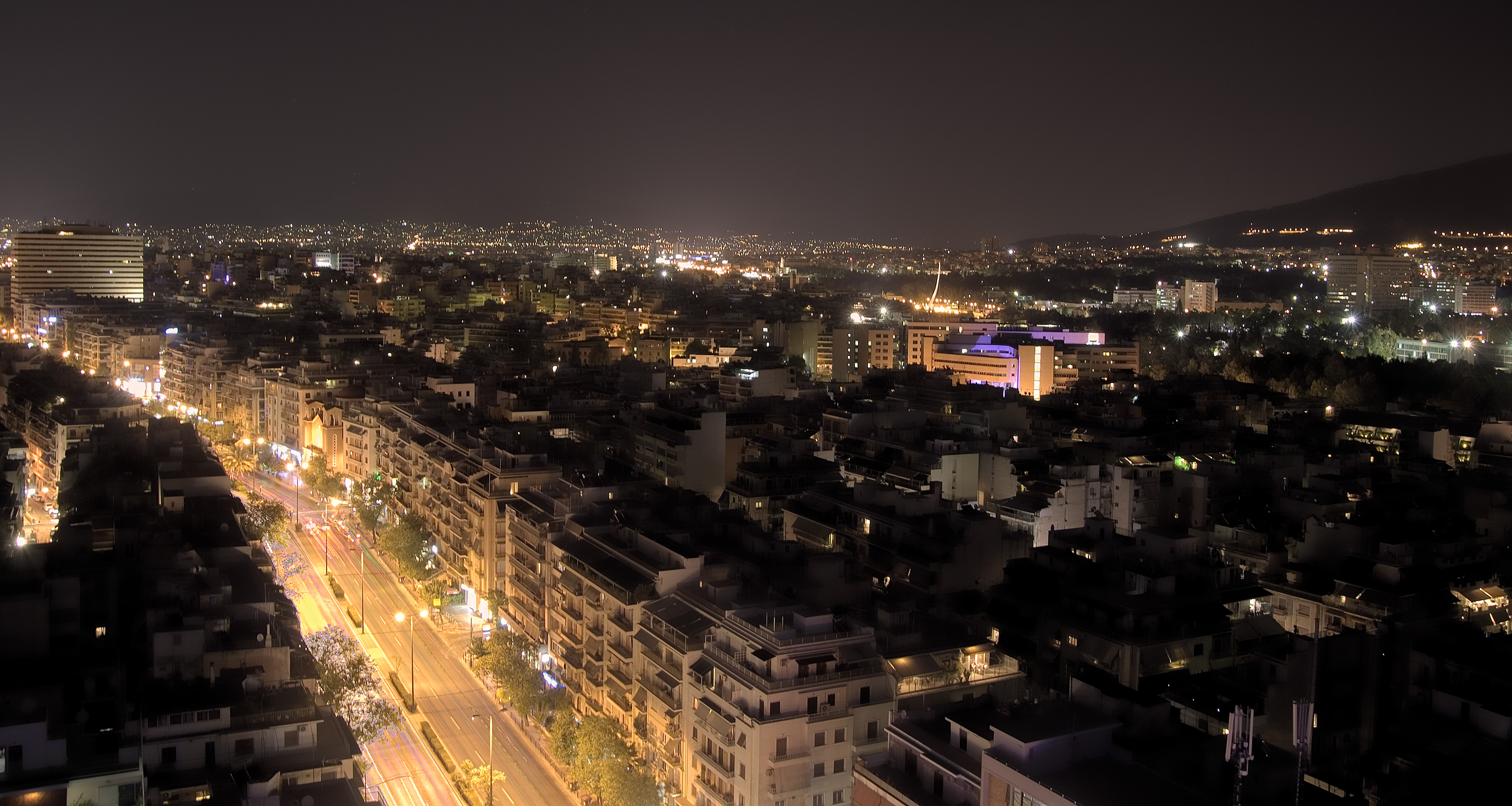
Проспект Кифисьяс ночью

Кифисьяс (греч. Λεωφόρος Κηφισίας) — один из самых длинных проспектов столицы Греции — Афин.

## Общая информация
Общая длина проспекта Кифисьяс — около 20 км. Он начинается на 4 км северо-восточнее от центра Афин и заканчивается на границе города Неа-Эритреи севернее Кифисьи.
Количество автомобильных полос проспекта до Кифисьи — три, а начиная от Кифисьи и до конца проспекта — две.
Проспект Кифисьяс начинается с пересечения проспектов Александрас и Месойон, затем пересекается с проспектом Катехаки и тремя дорогами — на Неон-Психикон, Филотеи и Олимпийский стадион; имеются также кольца и съезды с проспекта на автостраду «Аттика», Врилисию, Амарусион и проспект Татойу (Λεωφόρος Τατοΐου). Проспект пересекает лесопарковую зону Анавриту (Ανάβρυτα) в Амарусионе.
По проспекту (по бо́льшей его части) курсирует маршрутный автобус, начало маршрута которого недалеко от начала проспекта.
Проспект Кифисьяс вместе с проспектами Калироис (Οδός Καλλιρρόης) и Сингру создаёт транспортный коридор из Афин с севера на юг. Проспект также является важной коммерческой улицей — здесь расположены многочисленные офисы и представительства многих греческих компаний (в их числе и Athenian Brewery).

### Пересекаемые места
- Амарусион
- Афины
- Психикон[1]
- Неон-Психикон
- Филотеи[1]
- Кифисья